# Meridià 39 a l'oest
El meridià 39 a l'oest de Greenwich és una línia de longitud que s'estén des del pol Nord travessant l'oceà Àrtic, Groenlàndia, Amèrica del Sud, l'oceà Atlàntic, l'oceà Antàrtic, i l'Antàrtida fins al pol Sud.
El meridià 39 a l'oest forma un cercle màxim amb el meridià 141 a l'est. Com tots els altres meridians, la seva longitud correspon a una semicircumferència terrestre, uns 20.003,932 km. Al nivell de l'Equador, és a una distància del meridià de Greenwich de 4.341 km.

## De Pol a Pol
Començant en el pol Nord i dirigint-se cap al pol Sud, aquest meridià travessa:
| Coordenades                             | País, territori o mar | Notes |
| --------------------------------------- | --------------------- | --- |
| 90° 0′ N, 39° 0′ O / 90.000°N,39.000°O  | Oceà Àrtic            | |
| 83° 39′ N, 39° 0′ O / 83.650°N,39.000°O | Mar de Lincoln        | |
| 83° 19′ N, 39° 0′ O / 83.317°N,39.000°O | Groenlàndia           | |
| 65° 33′ N, 39° 0′ O / 65.550°N,39.000°O | Oceà Atlàntic         | |
| 3° 24′ S, 39° 0′ O / 3.400°S,39.000°O   | Brasil                | Ceará Pernambuco — des de 7° 51′ S, 39° 0′ O / 7.850°S,39.000°O estat de Bahia — des de 8° 45′ S, 39° 0′ O / 8.750°S,39.000°O |
| 14° 22′ S, 39° 0′ O / 14.367°S,39.000°O | Oceà Atlàntic         | Passa prop de la costa de Brasil, a l'est d'Ilhéus                                                                            |
| 15° 15′ S, 39° 0′ O / 15.250°S,39.000°O | Brasil                | estat de Bahia |
| 16° 14′ S, 39° 0′ O / 16.233°S,39.000°O | Oceà Atlàntic         | |
| 60° 0′ S, 39° 0′ O / 60.000°S,39.000°O  | Oceà Antàrtic         | |
| 77° 43′ S, 39° 0′ O / 77.717°S,39.000°O | Antàrtida             | Antàrtida Argentina, reclamat per Argentina · Territori Antàrtic Britànic, reclamat per Regne Unit                            |